# Llista de les pitjors pel·lícules de la història del cinema
Aquesta llista de les pitjors pel·lícules de la història del cinema conté les obres que han obtingut valoracions crítiques tan negatives que se les considera d'entre les pitjors que mai s'hagin produït. Les pel·lícules han estat mencionades per fonts solvents com la 'pitjor pel·lícula de l'any', o, directament, com de les 'pitjors de tots els temps'. Com a fonts solvents ací s'inclou la llista de Roger Ebert dels films més odiosos, el lloc web Rotten Tomatoes, la llista "Bottom 100" d'Internet Movie Database i la llista dels premis Razzies.

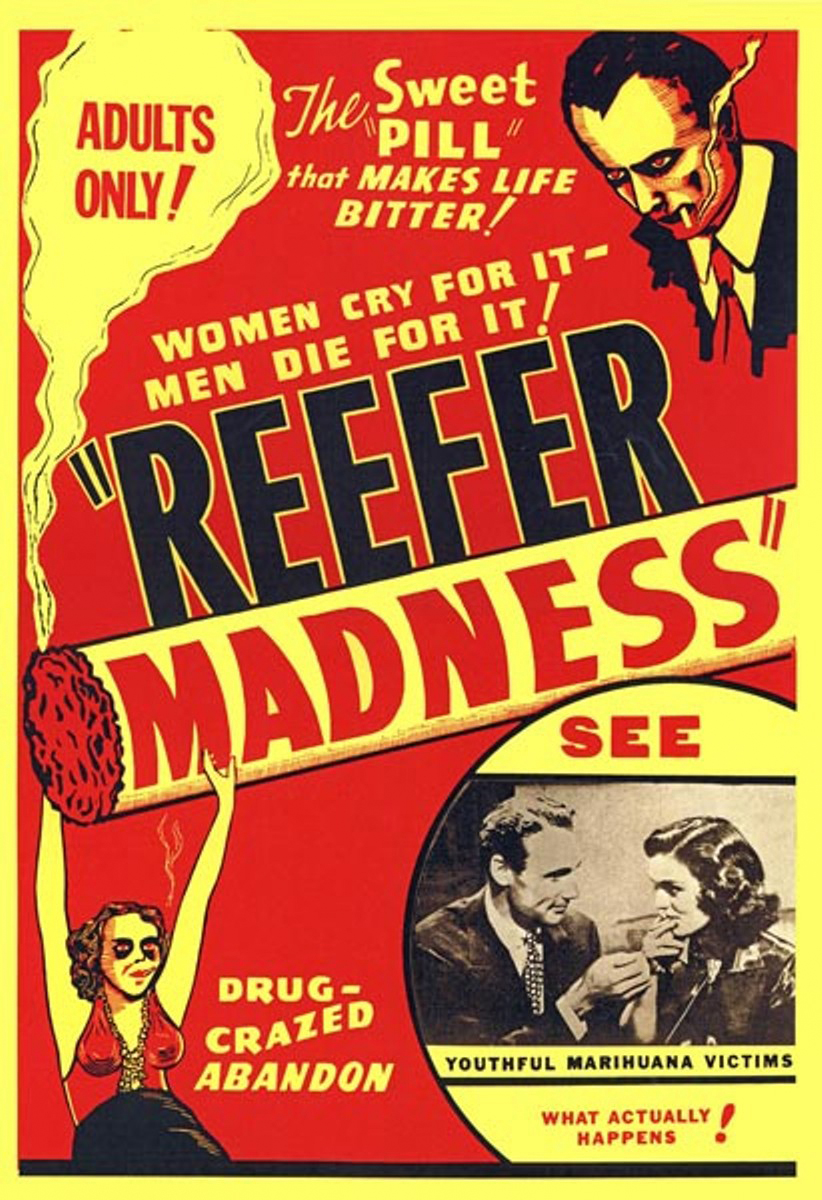
Reefer Madness, una de les primeres pel·lícules en guanyar crítiques contemporànies particularment negatives.

## Pel·lícules de Sèrie B
Tot i que les pel·lícules de Sèrie B són aquelles que, pel seu baix pressupost, no són de gaire bona qualitat i, per això, ja tenen fama de ser dolentes, en comparació a les pel·lícules de sèrie A, algunes d'aquestes pel·lícules són molt més dolentes que les altres, per la qual cosa se les arriba a definir com de Sèrie Z.
Per les seves peculiaritats, algunes pel·lícules de Sèrie B han esdevingut objecte de culte; els seus fans sovint fan servir la frase "tan dolenta que és bona" per referir-se a aquelles pel·lícules tan mal fetes que esdevenen una interessant "comèdia dels errors". Al contrari que d'altres pel·lícules dolentes més mundanes, aquestes desperten una ardent admiració per la seva mala qualitat, pel seguit d'errors tècnics o artístics o per uns arguments tan estrafolaris que no es poden trobar enlloc més.

### Glen or Glenda(1953)

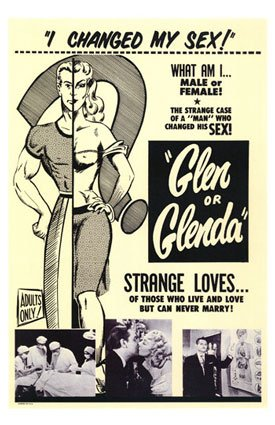
Estrenada el 1953, Glen or Glenda va començar una tirallonga de pel·lícules de sèrie B dolentes creades per Ed Wood.

Aquesta pel·lícula, dirigida i protagonitzada per Ed Wood tracta, d'una manera semiautobiogràfica i gairebé documental, el tema del transvestisme. Igual com en altres pel·lícules d'Ed Wood, ací hi surt l'actor Béla Lugosi, que ja es trobava en els moments de declivi final de la seva carrera.
Alguns dels fans de Wood així com el crític Leonard Maltin afirmen que aquesta pel·lícula és encara pitjor que Plan 9 from Outer Space, fins al punt que, en opinió de Maltin, pot tractar-se "possiblement de la pitjor pel·lícula que mai s'hagi fet".
Al seu llibre Cult Movies 3, Danny Peary suggereix que realment és un film radical, tot i que mal fet, que presenta una història més personal que d'altres pel·lícules ben considerades.
Aquesta pel·lícula fou inclosa en el DVD documental del 2004 The 50 Worst Movies Ever Made.

### Robot Monster(1953)
Es tracta d'una pel·lícula de ciència-ficció, filmada i exhibida originalment en 3D, en la qual surt un actor disfressat de goril·la i una cosa que sembla una escafandra de bus; aquest film, produït i dirigit per Phil Tucker, la banda sonora del qual fou composta per Elmer Bernstein, apareix al llibre de Michael Sauter The Worst Movies of All Time llistat entre els més dolents de la sèrie B; també surt a The Book of Lists a la llista de les deu pitjors pel·lícules, a The Fifty Worst Films of All Time, i al DVD documental del 2004 The 50 Worst Movies Ever Made. The Golden Turkey Awards que concedí al seu protagonista el títol del "Monstre més ridícul de tota la història del cinema" i, va apuntar el seu director Phil Tucker entre els competidors per assolir el "guardó" de "Pitjor director de tots els temps" que, al final, guanyà Ed. Wood, afirmà que "Allò que fa Robot Monster inefablement pitjor que qualsevol altra pel·lícula de ciència-ficció de baix pressupost són les seves forassenyades pretensions artístiques".

### The Giant Claw(1957)
Aquesta pel·lícula de monstres va sobre un ocell gegant "...tan gros com un vaixell de guerra"; el seu actor protagonista és Jeff Morrow en el paper de pilot. The Giant Claw ha arribat a ser considerada com "El Ciutadà Kane de les pel·lícules de sèrie B dolentes", principalment pels seus horribles efectes especials. En particular, l'ocell se'l considera un dels pitjors monstres de pel·lícula, ja que és una marioneta gens convincent amb una cara molt estranya; a més, hi ha greus problemes amb la continuïtat de l'argument. Jeff Morrow, l'estrella de la pel·lícula, assistí a una projecció; el públic va posar-se a riure i a xiular quan va veure un ocell monstre tan ridícul, i Morrow va tornar a casa seva borratxo.
Aquesta va ser l'única de les pitjors de la sèrie B distribuïda per la Columbia Pictures, que l'exhibia en un programa doble amb The Night the World Exploded.

### Plan 9 from Outer Space(1959)

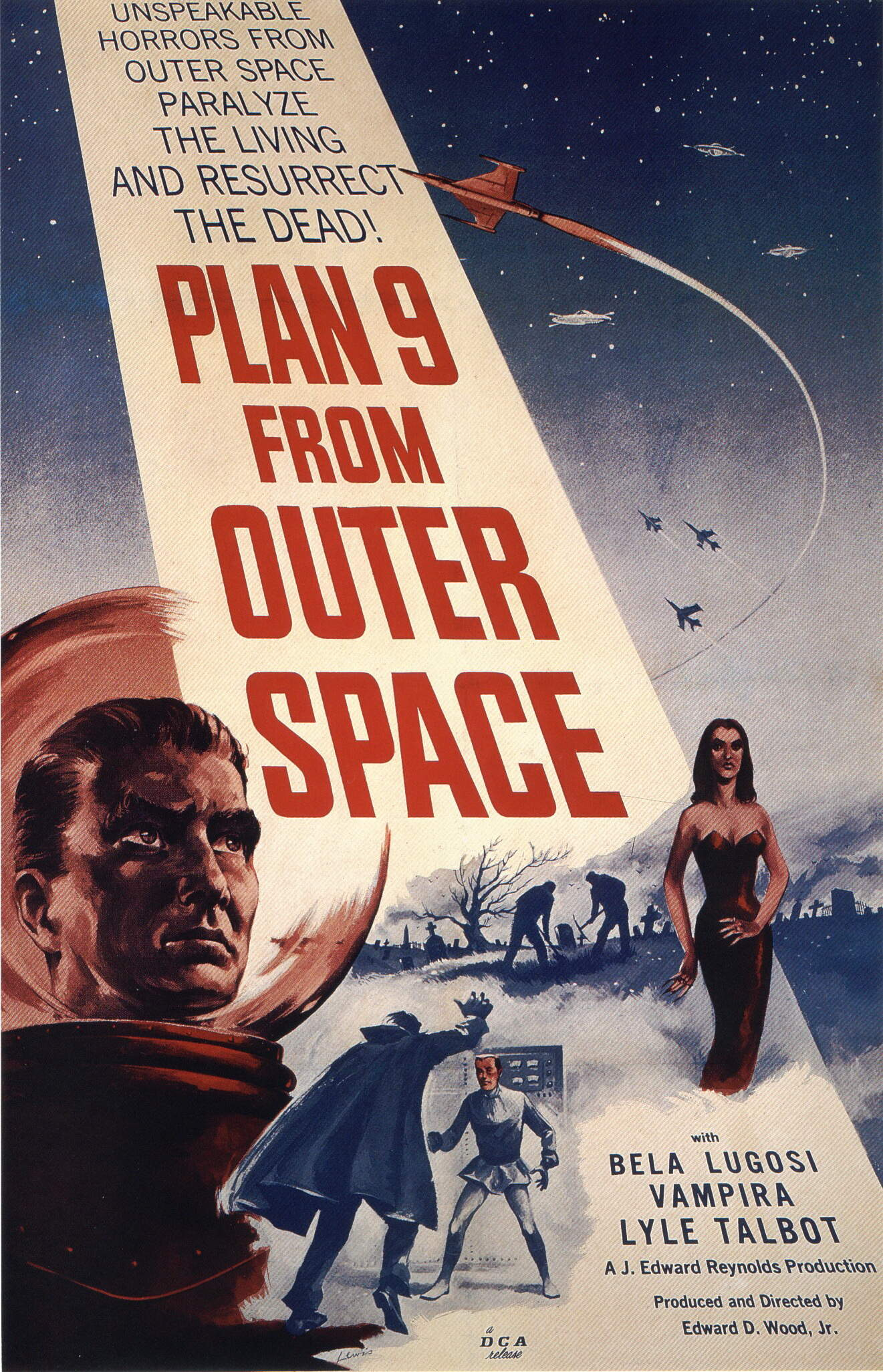
Plan 9 from Outer Space qualificada per The Golden Turkey Awards com la "Pitjor pel·lícula de tots els temps."

En aquesta pel·lícula, dirigida per Ed. Wood, va tenir lloc la darrera aparició de Béla Lugosi, el qual va morir durant el rodatge; llavors, el seu personatge va ser interpretat per
Tom Mason, el quiropràctic de la muller de Wood, qui sortia a escena tapant-se la cara amb una capa; malgrat tot, les diferències d'aspecte físic entre Mason i Lugosi resultaven indissimulables; així, Mason era gairebé calb, mentre que Lugosi conservà els seus cabells fins a la mort, com també hi havia importants diferències en alçada i pes; per això, anys després, alguns distribuïdors de vídeos a la caràtula hi van escriure "Quasi protagonista Bela Lugosi".
Rodat el 1956, per problemes de manca de distribuïdor, el film no fou estrenat fins a 1959; aquesta pel·lícula va competir al New Orleans Worst Film Festival i fou inclòs en el DVD documental del 2004 The 50 Worst Movies Ever Made.
El 1994, Tim Burton va dirigir la pel·lícula Ed Wood, on es tracta dels judicis i problemes que va comportar la realització de Plan 9.

### The Beast of Yucca Flats(1961)
En plena Guerra Freda, un científic soviètic, interpretat per l'actor Tor Johnson, es passa a Occident amb informacions confidencials sobre projectes espacials; el persegueixen assassins del KGB; aconsegueix escapar-se'n però en la seva fugida arriba a un terreny on es fan experiments atòmics, i sota els efectes de les radiacions, es transforma en una bèstia sanguinària.
En aquesta pel·lícula de Coleman Francis, muda però amb una veu en off, hi surt un pròleg amb una noia mig despullada que, després, no té res a veure amb el conjunt de l'argument. El llibre de Leonard Maltin TV and Movie Guide la qualifica d'"un dels pitjors films que mai s'hagin fet". Bill Warren digué "Pot ser molt bé la pitjor pel·lícula no pornogràfica de ciència-ficció que s'hagi fet." Apareix a la Bottom 100 movie list de la IMDb, i fou exhibida també a Mystery Science Theater 3000.

### The Creeping Terror(1964)
Dirigida per Arthur J. Nelson, que també la protagonitza usant el pseudònim de Vic Savage, aquesta pel·lícula es caracteritza pel seu ús de peculiars efectes especials com ara la filmació al revés del llançament d'un projectil per simular l'aterratge d'una nau extraterrestre; a més, s'hi usa una tècnica pròpia de les pel·lícules de terror de sèrie Z com ara la narració en off que supleix els diàlegs.
Apareix a la Bottom 100 movie list de la IMDb, al documental del 2004 sobre les pitjors cinquanta pel·lícules i fou exhibida també a Mystery Science Theater 3000.

### Santa Claus Conquers the Martians(1964)
Titulada en francès Le Père Noël contre les martiens, en aquesta pel·lícula familiar de Nicholas Webster s'esdevé que quan uns nens marcians se senten decebuts pel fet de veure el Papà Noel només a la televisió, els seus pares decideixen abduir-lo per fer-los contents. Com moltes altres de la seva categoria, figura a la llista de les cent pitjors pel·lícules de la IMDB i ha aparegut al Mystery Science Theater 3000. La pel·lícula també surt entre les deu pitjors a The Book of Lists, a The Fifty Worst Films of All Time, i al documental del 2004. Entre els seus actors hi surt una molt joveneta Pia Zadora. Cinematic Titanic va publicar una producció de la pel·lícula el novembre del 2008.

### Monster A Go-Go(1965)
Un astronauta americà, Frank Douglas, desapareix misteriosament de la seva nau espacial i és possible que l'hagi substituït un gran monstre humanoide radioactiu; un equip de científics intenta capturar-lo, l'agafen però els fuig.
Tanmateix, allò que veu l'espectador és, únicament, homes parlant al voltant d'una taula prenent cafè, ja que les escenes de la captura o fugida del monstre no surten a la pel·lícula; al final, es rep un telegrama de Frank Douglas dient que està sa i estalvi perquè l'han rescatat a l'Atlàntic Nord i una veu en off explica que, en realitat, mai no hi ha hagut cap monstre.
En un principi, la pel·lícula s'havia de titular Terror at Halfday però com que el seu director
Bill Rebane, que més endavant faria The Giant Spider Invasion, es va quedar sense diners, la pel·lícula va quedar inacabada fins que la va comprar Herschell Gordon Lewis que la necessitava per completar un programa doble i hi va afegir metratge.
Aquesta pel·lícula figura en els deu primers llocs de la Bottom 100 de la IMDB, i durant un temps va arribar a ocupar el primer lloc. All Movie Guide l'anomena "una anti-obra mestra surreal". Va sortir a Mystery Science Theater 3000, i és oficialment la pitjor pel·lícula que s'hi hagi vist.

### Manos: The Hands of Fate(1966)
Es tracta d'una pel·lícula de terror, amb poc pressupost, obra de Hal P. Warren, un venedor de fertilitzants de El Paso. L'argument és la història d'una família de vacances, la qual va a parar en una casa aïllada, on viu una secta de polígams.
Entre els seus errors més destacats, a part de la qualitat de la producció, hi ha una seqüència inicial, amb molt poc diàleg, en què es veu la família viatjant en cotxe buscant hotel; el més lògic és suposar que ací hi haurien d'haver anat els títols de crèdit, els quals, en realitat, no hi surten; per altra banda, també es veu constantment una parella jove fent-s'ho en un cotxe al costat de l'autopista, cosa que no acaba tenint cap mena de relació amb la història de la pel·lícula. A més, John Reynolds, per interpretar el paper de Torgo, que, segons hem de creure, era un sàtir, duia una mena de lligadures a les cames que li impedien caminar bé.

### Hobgoblins(1987)
Dirigida per Rick Sloane, aquesta pel·lícula sembla pretendre ser una imitació de Gremlins., ja que els hobgoblins també són una mena de follets estranys. Vint anys després, encara se'n va fer una segona part: Hobgoblins 2

### Troll 2(1990)
En primer lloc, no hi surten trolls i, a més, no té pas res a veure amb la pel·lícula Troll, rodada el 1986.
El guió està molt mal escrit perquè el seu director Claudio Fragasso, qui va usar el pseudònim Drago Floyd, i molts dels responsables del rodatge eren italians i no dominaven gaire l'anglès; a més, hi ha moltes incongruències en l'argument.

## Adaptacions mal fetes
L'adaptació al cinema d'una novel·la, obra de teatre o videojoc pot fracassar per:
- Manca de fidelitat a l'original.
- Mala interpretació, un guió dolent o una direcció ineficaç.
- Un to diferent del de l'original.
- Basar-se en una obra original ja de per si dolenta.